# 箱根峠

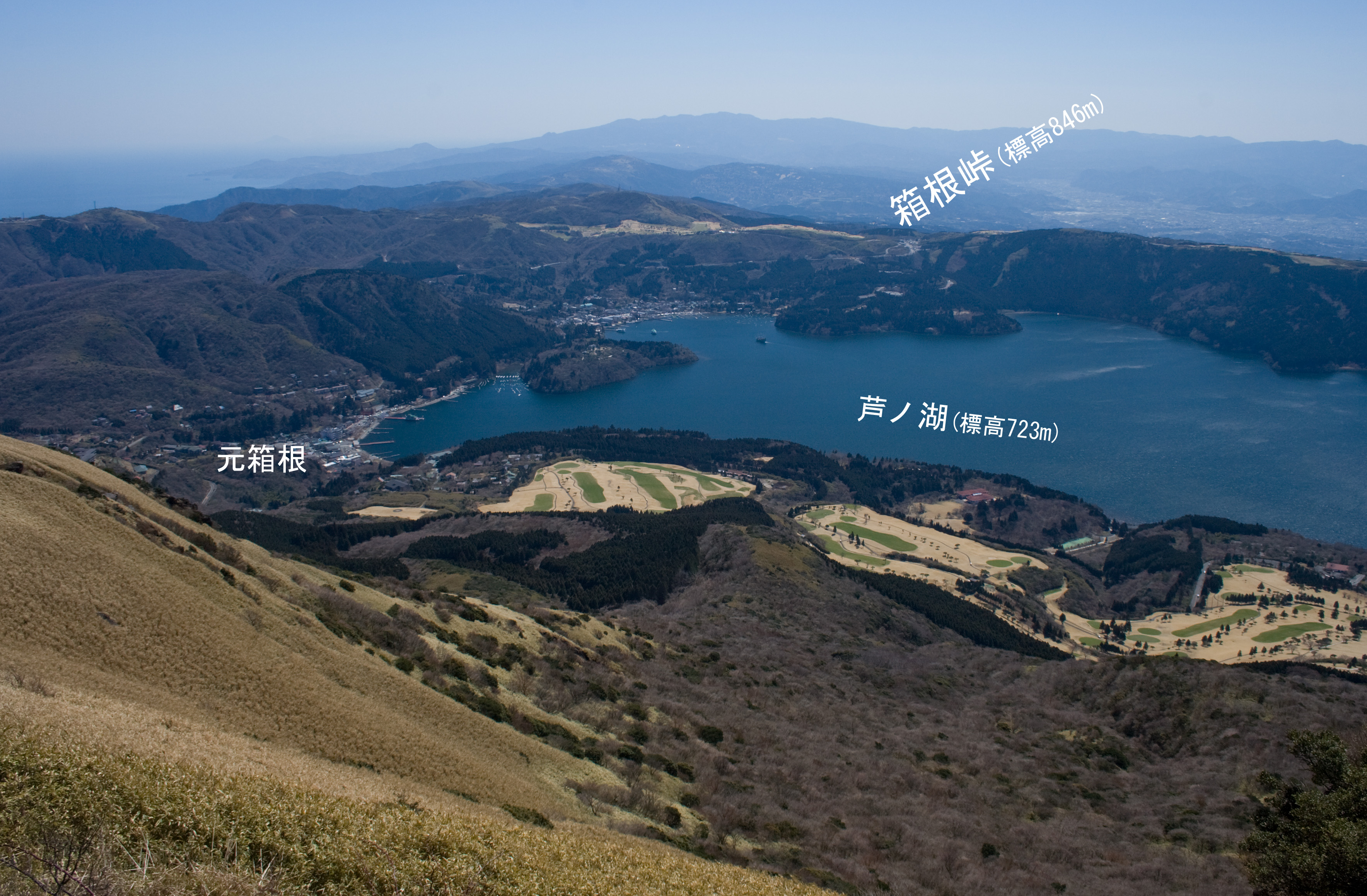
自箱根駒岳山頂望蘆之湖和箱根峠

箱根峠（日语：箱根峠、はこねとうげ）是位於日本神奈川縣足柄下郡箱根町和靜岡縣田方郡函南町交界處的山口，越過箱根山的外輪山，標高846公尺。這座山道曾是重要的交通要道，但因地形險峻，鐵路路線和公路路線都繞開了箱根峠，導致箱根峠重要性下降。該山道曾設有箱根關，已在2007年得到修復。